# Tony Robbins
Anthony Jay Robbins, znám jako Tony Robbins, rodným jménem Anthony J. Mahavoric (* 29. února 1960 Los Angeles), je americký autor, filantrop a životní kouč. Je známý pro své aktivity v teleshoppingu, vedení seminářů a knihy osobního rozvoje, jako např. Nekonečná síla, Obří kroky nebo Probuďte svou spící sílu. V letech 2015 a 2016 byl zapsán na seznam Worth Magazine Power 100. Jeho semináře jsou organizovány prostřednictvím společnosti Robbins Research International.

## Život
Robbins se narodil jako Anthony J. Mahavoric v městské části Los Angeles North Hollywood, 29. února 1960. Byl nejstarší ze tří dětí, jeho rodiče se rozvedli, když mu bylo sedm let. Matka se pak znovu provdala, byla vdaná několikrát, včetně manželství s Jimem Robbinsem, bývalým poloprofesionálním hráčem baseballu, který legálně adoptoval Anthonyho, když mu bylo 12 let.
Tony Robbins byl později vychován ve městě Glendora, v Kalifornii, kde navštěvoval místní školu. Ve svém ročníku byl zvolen prezidentem studentského výboru. Během dospívání pracoval jako údržbář, aby matce pomohl s živobytím.
Na střední škole rychle vyrostl o 10 palců, asi 26,3 cm, tento rychlý růst byl způsoben hypofyzárním nádorem. Později přiznal, že jeho rodinný život byl „chaotický" a „bez citů". Když mu bylo 17 let, odešel z domova a již se nikdy nevrátil. Později pracoval jako školník, řidič kamiónů. Vysokou školu nikdy neabsolvoval.

## Kariéra
Robbins začal svou kariéru jako pořadatel seminářů pro motivačního řečníka a autora knih, Jima Rohna, když mu bylo 17 let.
Počátkem 80. let se seznámil s neurolingvistickým programováním (NLP), on a spolutvůrce této metody John Grinder, se stali v této oblasti obchodními partnery. V této době Robbins vyučoval mimo NLP také Ericksonovu hypnózu. V roce 1983 se Robbins naučil techniku firewalkingu a začlenil ji do svých seminářů.
V roce 1988 vydal první infomateriál pod názvem Personal Power, který pro něj produkoval Guthy Renker, ten mu také pomáhal rozvíjet jeho služby jako špičkový výkonnostní coach. Infomateriály pomohly Robbinsovi získat trh pro prodej audiokazet s názvem Personal Power. Jeho první infomateriál odebíral např. člen Pro Football Hall of Fame quarterback Fran Tarkenton, a herec Martin Sheen. V roce 1991 získávalo infomateriály odhadem přes 100 milionů Američanů z více než 200 zdrojů.
V roce 1997 začal pořádat semináře pod názvem Leadership Academy. Byl řečníkem na semináři, který byl sponzorován společností Learning Annex. Byl také vystupujícím řečníkem na konferenci TED. Jeho seminářů se zúčastnily přibližné 4 miliony lidí.
Společně s Cloé Madanes založil Robbins-Madanes Center for Intervention. Organizaci, která trénuje trenéry životních dovedností, kteří pak pomáhají rodinám a jednotlivcům, vypořádat se závislostí na alkoholu a drogách.
V roce 2014, Robbins, spolu se skupinou investorů vč. Magica Johnsona, Miou Hamm a Peterem Guberem, získal frančízová práva na zahájení Major League Soccer v Los Angeles, Kalifornie a současně oznámili založení fotbalového klubu v Los Angeles. Fotbalový tým začal tuto soutěž v roce 2018.
V roce 2016 Robins spolupracoval se spolumajitelem Golden State Warriors Peterem Guberem a spoluzakladatelem Washington Wizards Tedem Leonsisem, na koupi Team Liquid a herní organizace eSports. V roce 2017 Team Liquid vyhrál turnaj The International 2017 a turnaj Dota 2 s cenou ve výši přes 24 milionů USD.
Robbins individuálně spolupracoval např. s Billem Clintonem, Justinem Tuckem, Waynem Gretzkym, Serenou Williams, Hughem Jackmanem a s raperem Pitbullem. Také byl poradcem amerických podnikatelů jako např. Petera Gubera, Stevena Wynna a Marce Benioffa. Společnost Accenture jej jmenovala jedním z „Top 50 Business Intelektuálů". Časopis Harvard Business Press jej označil za „Top 200 Business Guru". V roce 2007 byl zařazen seznam celebrit v žebříčku Forbes „Forbes 100".
Robbins byl kritizován za své komentáře k hnutí Me Too, které pronesl na semináři v San José, v Kalifornii, 15. března 2018. Videozáznam z události byl zveřejněn na sociální síti NowThisNews, kdy Robbins sdělil, že (citace originálu): „If you use the #MeToo movement to try to get significance and certainty by attacking and destroying someone else… all you've done is basically use a drug called significance to make yourself feel good." He went on to tell a story about a "very powerful man" who passed on hiring a female candidate even though she was the most qualified because she was too attractive and would be "too big a risk”. Následovala vlna kritiky, na kterou Robins zareagoval omluvou na své facebookové stránce.

## Publikační činnost
Do roku 2017 Robbins napsal pět knih, z nichž čtyři byly nejprodávanější, včetně Unlimited Power (česky vyšlo jako Nekonečná síla) a Awaken the Giant Within. (česky vyšlo jako Probuďte svou spící sílu).
V roce 2014, inspirovaný finanční krizí, která připravila mnoho Američanů o důchodové úspory, vydal knihu Money: Master the Game, která se stala číslem #1 na seznamu bestsellerů New York Times v prosinci 2014.

### Seznam knih
- 1986: Unlimited Power, Free Press, ISBN 0684845776
- 1991: Awaken the Giant Within, Free Press, ISBN 0671791540
- 1994: Giant Steps, Touchstone, ISBN 0671891049
- 2014: Money: Master the Game, Simon & Schuster, ISBN 1476757801
- 2017: Unshakeable: Your Financial Freedom Playbook, Simon & Schuster, (spoluautor Peter Mallouk), ISBN 1501164589

### Seznam knih přeložených do češtiny
- 1997: Nekonečná síla, Jiří Alman, 1. vydání, počet stran 438, překlad Hana Loupová, vazba knihy pevná / vázaná, náklad 2 000 ks, ISBN 80-902079-7-9[4]
- 1997: Přátelské rady, Pragma, počet stran 100, překlad Lenka Marková, vazba knihy pevná / vázaná, ISBN 80-7205-468-6[44]
- 1997: Probuďte svou spící sílu, ISBN 80-7218-043-6[7]
- 1999: Obří kroky, Pragma, počet stran 408, překlad Martin Konvička, ISBN 80-7205-666-2[6]
- 2016: Nekonečná síla, Jiří Alman, 2. vydání, počet stran 440, vazba knihy měkká / brožovaná, ISBN 978-80-87426-38-8[5]

## Vzdělávání

### Osobní rozvoj
Během psaní knih, přednášení na seminářích a konferencích Robbins zastával postoj, že všechny jeho názory, techniky a další praktiky, které učil, učil proto, aby pomohl lidem zlepšit jejich životy. Hovoří o různých „lidských potřebách, o vlivech, které formují lidi, a o síle rozhodování“ a o potřebě dosáhnout „mistrovství v emocionální oblasti“.

### Semináře
Robbins pořádá každoročně několik seminářů, většinou na téma „osobního rozvoje“ a „pozitivního myšlení“, součásti semináře je také firewalking, masáže, hromadné cvičení. Tyto semináře jsou známy pod názvy (anglicky): Unleash the Power Within, Date with Destiny, Life and Wealth Mastery, Business Mastery and Leadership Academy. Cena za účast na těchto seminářích se pohybuje od 2 500 USD (3,5 denní seminář Unleash the Power Within) po 5 000 USD (za Date with Destiny). Tyto akce se atmosférou často podobají rockovým festivalům, hraje hlasitá hudba, je zde velká angažovanost diváků, pokřiky, zpěv a např. i tanec Bhangra.

### Zdraví a energie
Kapitola „Energie: Palivo dokonalosti", v knize Nekonečná síla, byla věnována diskuzi o zdraví a energii. Robins podporoval program Fit for Life od Harveye a Marilyn Diamondových, kde se kombinuje jídlo a hluboké dýchání (viz Holotropní dýchání). Robbins o nich hovoří jako o svých bývalých obchodních partnerech.

## Filantropie

### Tony Robbins Foundation
V roce 1991 Robbins založil nadaci s názvem Anthony Robbins Foundation. Jeho záměrem bylo pomáhat mladým lidem, bezdomovcům, hladovým, vězňům. Později byl název nadace změněn na The Tony Robbins Foundation.
V roce 2016 se Robbins, pracovníci nadace spojili s Bobem Carrem a nadací Give Something Back Foundation k uspořádání akce ROC 'N Robbins Challenge. Carr na této akci daroval nadaci šek v hodnotě 1 milión USD. Celkový výtěžek z akce byl rozdělen mezi 100 studentů lékařské školy, kteří pocházejí z nízkopříjmových rodin. V roce 2017, udělila nezávislá organizace Charity Navigator, nadaci hodnocení .

### Feeding America
V roce 2014 věnoval organizaci Feeding America zisk ze své knihy Money: Master the Game, spolu s dalším osobním darem, aby mohlo být koupeno jídlo pro lidi v nouzi. Tento dar, spolu s dalšími dary od jiných dárců, pomohl více než 100 milionům potřebných lidí. Další podporu nadaci poskytl opět v roce 2015, kdy organizace sbírala peníze na nákup dalších 100 miliónů porcí jídla. Dne 2. února 2017, organizace Feeding America oznámila, že akce na získání 100 milionů porcí jídla, která byla pořádána v roce 2016, pomohla zajistit více než 101,6 milionu porcí jídla pro děti, rodiny a seniorům. Jídlo bylo k dispozici prostřednictvím sítě více než 200 potravinových bank organizace Feeding America. Robins této organizaci také daroval zisk z akce Unshakeable: Your Financial Freedom Playbook.

### Spring Health
Robbins spolupracuje s vodárenskou společností Spring Health, která poskytuje pitnou vodu malým vesnicím ve venkovské oblasti východní Indie. Cílem je minimalizovat počet chorob, které jsou přenášeny závadnou vodou.

### Underground Railroad
Robbins pomohl získat peníze pro Underground Railroad, neziskovou organizaci, která bojuje proti obchodování s dětmi a proti otroctví. Na činnosti se podílejí bývalí agenti CIA, vojáci Navy SEALs a Special Ops.

## Spory a kontroverze
V květnu 1995 byla společnost Robbins Research International (R.R.I.) prošetřována Federální obchodní komisí (anglicky Federal Trade Commission, také FTC) na základě údajného porušení franchisových pravidel. Byla uzavřena dohoda, kdy R.R.I. nepřiznala žádné porušení zákona, ale souhlasila s tím, že zaplatí 221 260 dolarů jako odškodnění zákazníkům.
Autor Wade Cook žaloval Robbinse za údajné používání knihy Wall Street Money Machine na jeho seminářích, bez jeho svolení a tím porušil autorská práva. V roce 2000 porota vyřkla rozsudek a přiznala Cookovi odškodnění ve výši 655 900 USD, který byl posléze stažen. Cook a Robbins se dohodli na vyrovnání, bez zveřejnění částky.
V roce 2001 Nejvyšší soud Britské Kolumbie rozhodl, že Vancouver Sun poškodil Robbinsovo dobré jméno, když jej označoval jako „cizoložníka, pokrytce, zloděje manželek". Soud přiřkl Robbinsovi odškodnění ve výši 20 000 dolarů, jako náhradu škody a náklady právního zastoupení.
V červenci 2012 noviny San Jose Mercury News zveřejnily informaci, kde se uvádělo, že na semináři 19. července 2012 bylo při praktice firewalkingu popáleno několik lidí a následně museli být hospitalizováni. Tuto zprávu převzala další media, včetně Fox News, New York Times a CNN. Tyto zprávy byly později staženy s odůvodněním, že nejsou zcela potvrzeny. Omluvný článek byl publikován v The Huffington Post.
Dne 24. června 2016, bylo oznámeno, že: „ ... na semináři Tonyho Robinse v Dallasu byly tucty lidí popáleny a vyžadovaly lékařskou péči poté, co se pokoušeli chodit na žhavých uhlících (firewalking)”. Několik účastníků bylo transportováno do zdravotnických zařízení k ošetření a léčbě popálenin. Přistavený autobus byl použit jako ošetřovna pro 30 až 40 lidí, kteří měli méně závažná popálení. Mluvčí organizace Robbins Research International uvedl, že: „Někdo, kdo nebyl obeznámen s procesem firewalkingu, zavolal na linku 911, a požádal o pomoc záchrannou službu […], a přítomnost jednotek pro havarijní situace […] pouze 5 ze 7 000 účastníků skutečně požádalo o ošetření, které bylo nad možnosti na místě přítomné lékařské pomoci.“

## Televize a film
Robbins byl také obsazen do několika menších filmových rolí, např. ve filmech Bolestná realita (anglicky Reality Bites, 1994), Cable Guy (anglicky The Cable Guy, 1996) a Těžce zamilován (anglicky Shallow Hal, 2001). Kritici jeho výkon hodnotili vždy jako velice špatný. Objevil se také v sitcomu Roseanne (anglicky The Roseanne Show, 1998-2000) a v televizním seriálu Rodina Sopránů (anglicky The Sopranos, 1999). V roce 2010 vystupoval v dokumentárním filmu The Singularity Is Near: A True Story about The Future.
Jeho osoba byla ztvárněna v kresleném seriálu Griffinovi, ve třetí řadě (2001–2003), v 50. díle Jak je nutné míti Weinsteina (When You Wish Upon a Weinstein) jako Pal Stewie.
V červenci 2010 společnost NBC uvedla reality show pod názvem Breakthrough with Tony Robbins. Hlavním tématem byla pomoc účastníkům show, při tom jak čelit osobním výzvám. NBC, po odvysílání dvou ze šesti epizod, show pro nízkou sledovanost zrušila. První dvě epizody vidělo jen 2.8 miliónů diváků. V březnu 2012 show vysílala společnost OWN Network, která je vlastněna Oprah Winfreyovou. V dubnu 2012, byl Robbins pravidelným hostem Oprah's Lifeclass na OWN Network.
V roce 2015 režisér Joe Berlinger režíroval a produkoval dokumentární film s názvem Tony Robbins: I Not Not Your Guru, který se natáčel na semináři Date with Destiny a v Boca Raton, na Floridě. Tento dokument měl premiéru v březnu 2016 na filmovém festivalu South by Southwest. V únoru 2016 byl pak jako zahajovací film na American Documentary Film Festival (AmDocs) v Palm Springs. Dokument byl přeložen do 190 jazykových verzí a byl uveden v červenci 2016 na kanále Netflix.

## Osobní život
V roce 1984 se Robbins oženil s Rebeccou "Becky" Jenkinsovou, se kterou se seznámil na semináři. Ona tou dobou měla již tři děti, ze svých předchozích dvou manželství. Všechny tři děti Robbins adoptoval. Manželé se rozvedli v roce 1998.
V roce 1984 se Robbinsovi narodilo dítě, které měl s bývalou přítelkyní Li Acostou. Syn, Jairek Robbins, je také coach.
V říjnu 2001, se oženil s Bonnie “Sage” Humphrey). Tony Robbins a jeho žena žijí v Palm Beach na Floridě.

## Spolupracovníci
Tony Robins dlouhodobě spolupracuje s Cloé Madanes, která se zaměřuje na rodinnou terapii.